# Тасоткель (Ескишуский сельский округ)
Тасоткель (каз. Тасөткел) — село в Шуском районе Жамбылской области Казахстана. Входит в состав Ескишуского сельского округа. Код КАТО — 316637500.

## Население
В 1999 году население села составляло 366 человек (190 мужчин и 176 женщин). По данным переписи 2009 года, в селе проживало 288 человек (167 мужчин и 121 женщина).